# September Song (JP Cooper)
September Song è un singolo del cantautore britannico JP Cooper, pubblicato il 16 settembre 2016 come secondo estratto dal primo album in studio Raised Under Grey Skies. Il brano è stato pubblicato come download digitale nel Regno Unito tramite l'etichetta Island Records. La canzone ha raggiunto la posizione numero 7 sul Official Singles Chart, lo stesso per la Repubblica d'Irlanda e la Svezia. La canzone è stata scritta da John Paul Cooper, Jon Hume e Alex Smith.

## Tracce
Testi di John Paul Cooper, Ben Hudson, Jon Hume.
1. September Song – 3:40

## Classifiche
| Classifiche (2016-17) | Posizione massima |
| --------------------- | ----------------- |
| Australia             | 99                |
| Belgio (Fiandre)      | 25                |
| Danimarca             | 29                |
| Irlanda               | 7                 |
| Paesi Bassi           | 14                |
| Regno Unito           | 7                 |
| Scozia                | 4                 |
| Svezia                | 16                |
| Ungheria              | 29                |